# アーロン・ザバラ
アーロン・デビッド・ケネス・ザバラ（Aaron David Kenneth Zavala, 2000年6月23日 - ）は、アメリカ合衆国オレゴン州ユージーン出身のプロ野球選手（外野手）。右投左打。MLBのテキサス・レンジャーズ傘下所属。

## 経歴
2021年のMLBドラフト2巡目（全体38位）でテキサス・レンジャーズから指名され、プロ入り。契約後、傘下のルーキー級アリゾナ・コンプレックスリーグ・レンジャーズでプロデビュー。A級ダウンイースト・ウッドダックスでもプレーし、2球団合計で111試合に出場して打率.293、1本塁打、9打点、9盗塁を記録した。
2022年はA+級ヒッコリー・クロウダッズとAA級フリスコ・ラフライダーズでプレーし、2球団合計で107試合に出場して打率.277、16本塁打、62打点、14盗塁を記録した。オフにはアリゾナ・フォールリーグに参加し、サプライズ・サグアロスに所属した。

## プレースタイル
平均以上の走力と守備力を備え、打撃では外野の間へとラインドライブの打球を飛ばすギャップヒッターに分類される。パワー面では将来15～20本塁打も可能であると見られている。